# Die Anfänger (1995)
Die Anfänger ist eine französische Filmkomödie von Pierre Salvadori aus dem Jahr 1995.

## Handlung
Autor Antoine wird von seiner Freundin Valérie verlassen. Er zieht übergangsweise bei seinem Bekannten Benoit ein, der die meiste Zeit im Ausland unterwegs ist. Bei Benoit wohnt bereits der junge Fredéric, genannt Fred, der keiner Arbeit nachgeht und in den Tag hineinlebt. Aus geplanten wenigen Tagen des Zusammenlebens werden über vier Jahre. Antoine versucht beständig, sein erstes Theaterstück fertigzustellen und verdient ein wenig Geld als freier Journalist. Fred steuert für das Zusammenleben das Essen bei, das er in der Regel stiehlt. Antoine leidet unter der schlechten Kost, dem fehlenden Obst und Gemüse und der ständigen Instabilität seines Lebens. Er will eine geregelte Arbeit, etwas Luxus und gutes Essen. Geld fehlt und als Benoits Großmutter, der die Wohnung Benoits gehört, diese verkaufen will, verschärft sich die Situation.
Antoine und Fred gehen auf Wohnungssuche, doch fehlt ihnen das Geld. Sie brechen daher in der Redaktion eines Karate-Magazins ein, für das Antoine arbeitet, und stehlen das Geld aus dem Safe. Da Antoine bei der dilettantischen Aktion jedoch seinen Hausschlüssel verliert, müssen beide das Geld zurückgeben. Einer Anzeige entkommen sie nur, weil das Tresorgeld als Bezahlung der schwarz arbeitenden Putzfrau genutzt wird. Antoine findet später Anschluss bei seiner Exfreundin Sylvie, die ihm die Option lässt, bei ihr unterzukommen. Fred erhofft sich eine Beziehung zur schönen Agnès, vor der er sich als Fotograf ausgegeben hat und die er für Aufträge nun regelmäßig sieht. Sie eröffnet ihm, in einer Beziehung zu leben, doch habe ihr Mann Patrick kein Problem damit, ihr beim Sex mit einem anderen Mann zuzuschauen. Als Antoine und Fred aus ihrer Wohnung geworfen werden und notgedrungen bei ihrem Freund Nicolas unterkommen, nimmt Fred Agnès’ Angebot an und verbringt einige seiner Nächte nun bei und mit ihr und ihrem Freund.
Antoine beginnt, bei einem Taxiunternehmen zu arbeiten, doch geht es ihm gesundheitlich immer schlechter. Er klagt über Schwindel und bricht schließlich zusammen. Als schwer depressiv wird er in einer Psychiatrie behandelt, bricht danach den Kontakt zu Fred ab und zieht zu seiner Mutter. Fred ist verzweifelt, da er seine Zukunft mit Antoine bereits geplant hatte. Fred schreibt schließlich Valérie und arrangiert ein Treffen von ihr mit Antoine. Es erscheint jedoch nicht Valérie, die längst geheiratet hat und weggezogen ist, sondern ihre Freundin Lorette. Wie Antoine seinem Freund viel von Valérie erzählt hatte, hatte auch Valérie ihrer Freundin viel von Antoine erzählt, sodass Lorette ihn unbedingt kennenlernen wollte. Antoine, immer noch nicht von seiner Depression genesen, zeigt Interesse an Lorette; beide verabreden sich für ein neues Treffen. Fred klärt er nicht auf, dass es nicht Valérie war, die er zum Treffen gebracht hatte. Er eröffnet ihm jedoch, immer davon geträumt zu haben, dass Fred für ihn den Kontakt zu Valérie aufnimmt. Kurz darauf stürzen sich beide im Park in ein übermütiges Fußballspiel mit Kindern – Antoine kann erstmals wieder befreit lachen.

## Produktion
Die Anfänger war nach Der Killer und das Mädchen der zweite Spielfilm, bei dem Pierre Salvadori Regie führte. Der Film wurde unter anderem in Paris und Val-de-Marne gedreht. Die Kostüme schuf Valérie Pozzo di Borgo, die Filmbauten stammen von François Emmanuelli. Im Film sind verschiedene Lieder zu hören, darunter Qu'est-ce que t'es belle von Marc Lavoigne und Catherine Ringer, Ancora von Edouardo De Crescenzo und Ah che terra von Lucilla Galeazzi. Galeazzis Notte scura läuft zudem während der Schlussszene und des Abspanns.
Die Anfänger kam am 20. Dezember 1995 in die französischen Kinos, wo er von rund 587.000 Zuschauern gesehen wurde. In Deutschland lief der Film am 13. Februar 1997 in den Kinos an. Der Sender arte zeigte Die Anfänger am 23. Februar 1998 erstmals im deutschen Fernsehen.

## Kritiken
Für das Lexikon des internationalen Films war Die Anfänger ein „einfühlsam inszeniertes und nuanciert gespieltes Buddy-Movie, das sowohl den tragischen als auch komischen Momenten des Lebens Rechnung trägt, sie aber nicht gegeneinander ausspielt und letztlich auf das Prinzip Hoffnung baut.“ „Die temporeiche und doch leise Komödie wirkt durch den sparsamen Einsatz der Mittel und die genaue Beobachtung der Realität“, schrieb die Mitteldeutsche Zeitung. Für den Focus war der Film ein „filmisches Chanson über die Freundschaft als Arznei gegen Zynismus und Kaltschnäuzigkeit.“ Die Leipziger Volkszeitung bezeichnete Die Anfänger als eine „amüsante, leicht melancholische Alltagsodyssee, die einem das Herz warm macht.“
Cinema kritisierte den „eher platten Humor der Komödie. Mitgefühl für die vom Schicksal gebeutelten Männer will beim Zuschauer auch nicht so recht aufkommen. Das Leben der lethargischen Versager ist halt ein langer, plätschernder Fluß. Genau wie der Film.“

## Auszeichnungen
Guillaume Depardieu wurde für seine Darstellung des Fred 1996 mit einem César in der Kategorie Bester Nachwuchsdarsteller ausgezeichnet. François Cluzet erhielt eine César-Nominierung in der Kategorie Bester Hauptdarsteller.
Die Deutsche Film- und Medienbewertung FBW in Wiesbaden verlieh dem Film das Prädikat besonders wertvoll.